# Луна 1964А
Луна 1964А (също Луна Е-6 № 6) е четвъртият съветски опит за изстрелване на сонда към Луната, която да се превърне в първия меко кацнал на планетата апарат. Поради проблем с ракетата-носител сондата не излиза в орбита.

## Полет
Стартът е даден на 21 март 1964 г. от космодрума Байконур в Казахска ССР с ракета-носител „Молния“. Един от клапаните, подаващи гориво на двигателите не се отваря напълно и ракетата не развива пълната си тяга, което не позволява да се издигне на достатъчна височина. 489 секунди след старта ракетата заедно с апарата се разбива на Земята.